# Kněžnice
Kněžnice (zastarale Knischnitze / Knížnice, německy Kniznitz) jsou obec v okrese Jičín v Královéhradeckém kraji. Leží zhruba 6,5 kilometru severně od Jičína. Žije zde 269 obyvatel. Obec je železniční tratí 064 Mladá Boleslav – Stará Paka rozdělena na dvě části – Hoření Kněžnice a Dolní Kněžnice, její části jsou ale celá vlastní Kněžnice a vesnice Javornice.

## Historie
První písemná zmínka o obci pochází z roku 1227.

## Obyvatelstvo
| Rok            | 1869 | 1880 | 1890 | 1900 | 1910 | 1921 | 1930 | 1950 | 1961 | 1970 | 1980 | 1991 | 2001 | 2011 | 2021 |
| -------------- | ---- | ---- | ---- | ---- | ---- | ---- | ---- | ---- | ---- | ---- | ---- | ---- | ---- | ---- | ---- |
| Počet obyvatel | 631  | 634  | 617  | 604  | 596  | 580  | 567  | 441  | 436  | 377  | 299  | 242  | 227  | 267  | 275  |
| Počet domů     | 101  | 105  | 104  | 106  | 116  | 121  | 135  | 133  | 122  | 116  | 105  | 130  | 134  | 141  | 129  |

## Obecní správa

### Části obce
- Kněžnice
- Javornice

### Obecní symboly
Znak a vlajka byly obci uděleny rozhodnutím předsedy Poslanecké sněmovny Parlamentu České republiky dne 14. prosince 2018.

## Pamětihodnosti
- Venkovská usedlost čp. 66
- Krucifix
- Přírodní památka Cidlinský hřeben

## Významní rodáci
- Josef Brunclík (1850–1929), učitel a kartograf

## Galerie

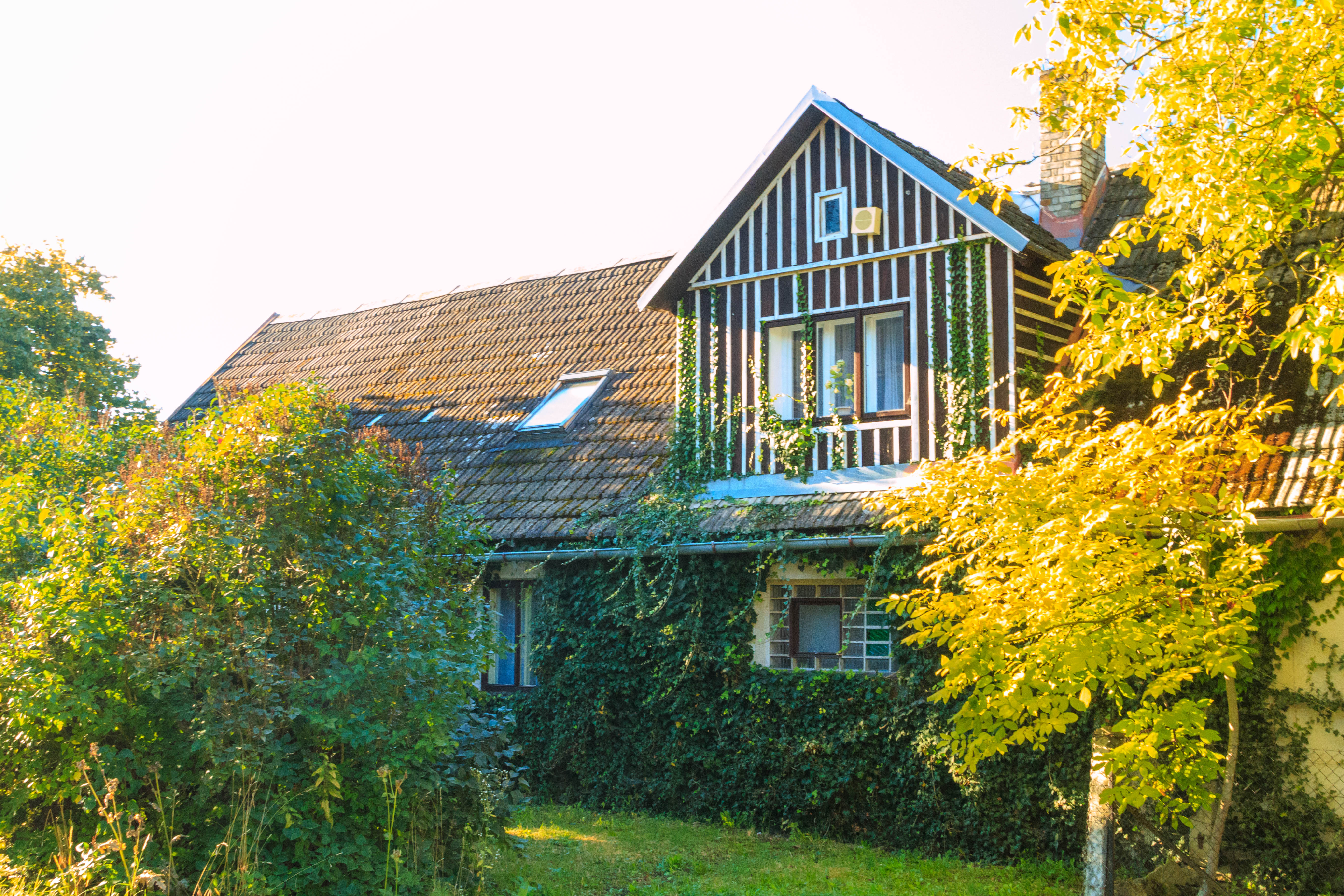
Dům čp. 10
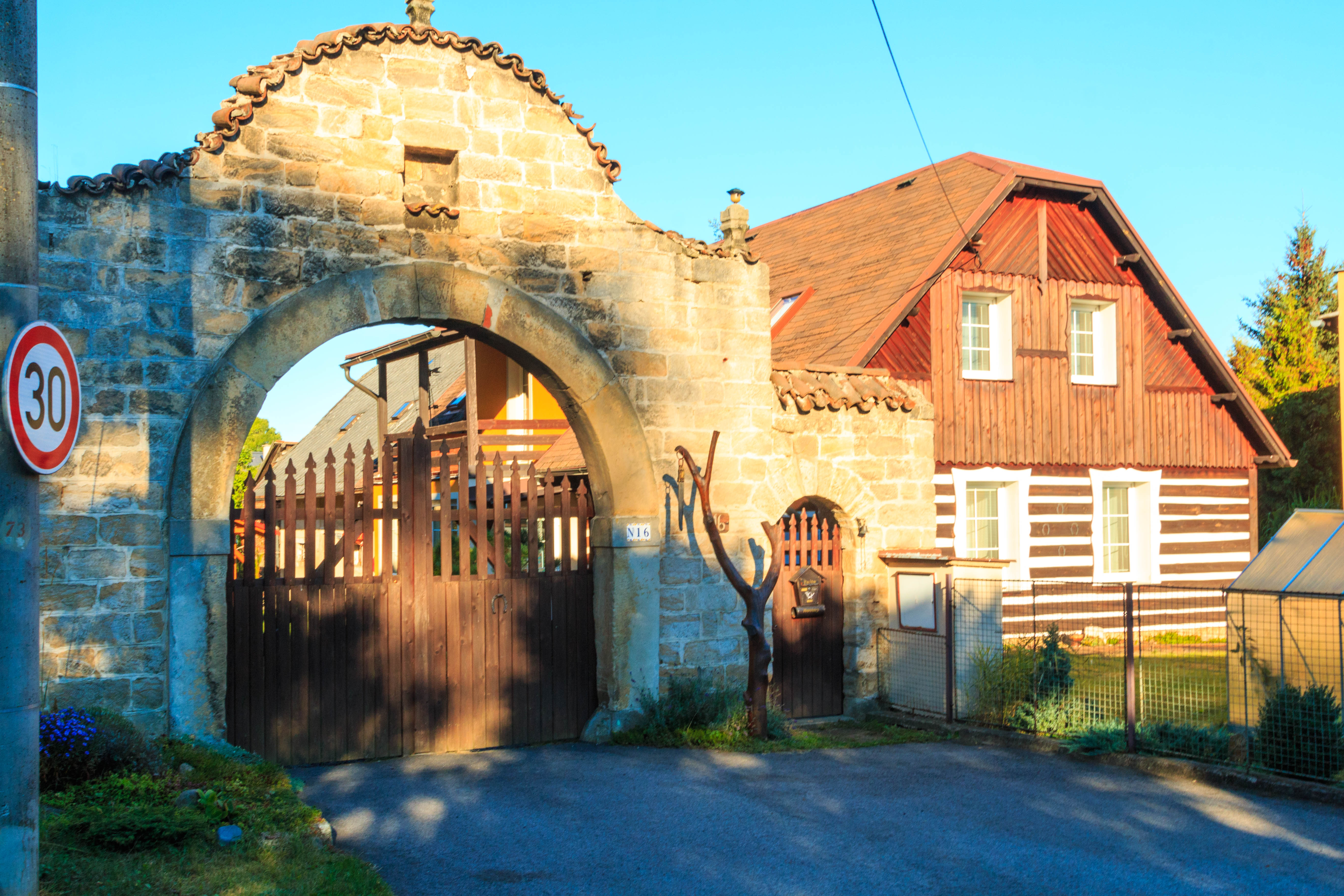
Brána čp. 16
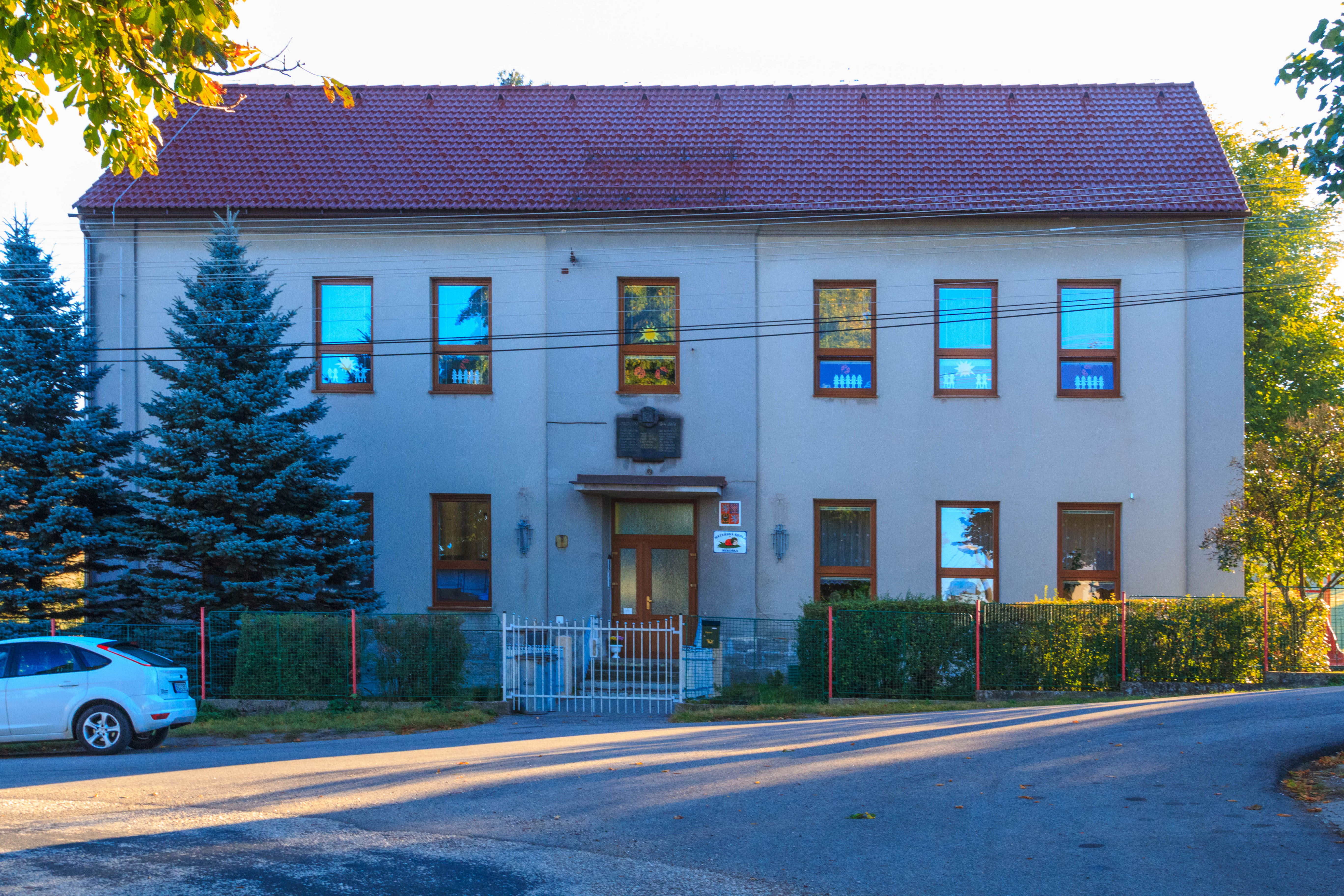
Škola
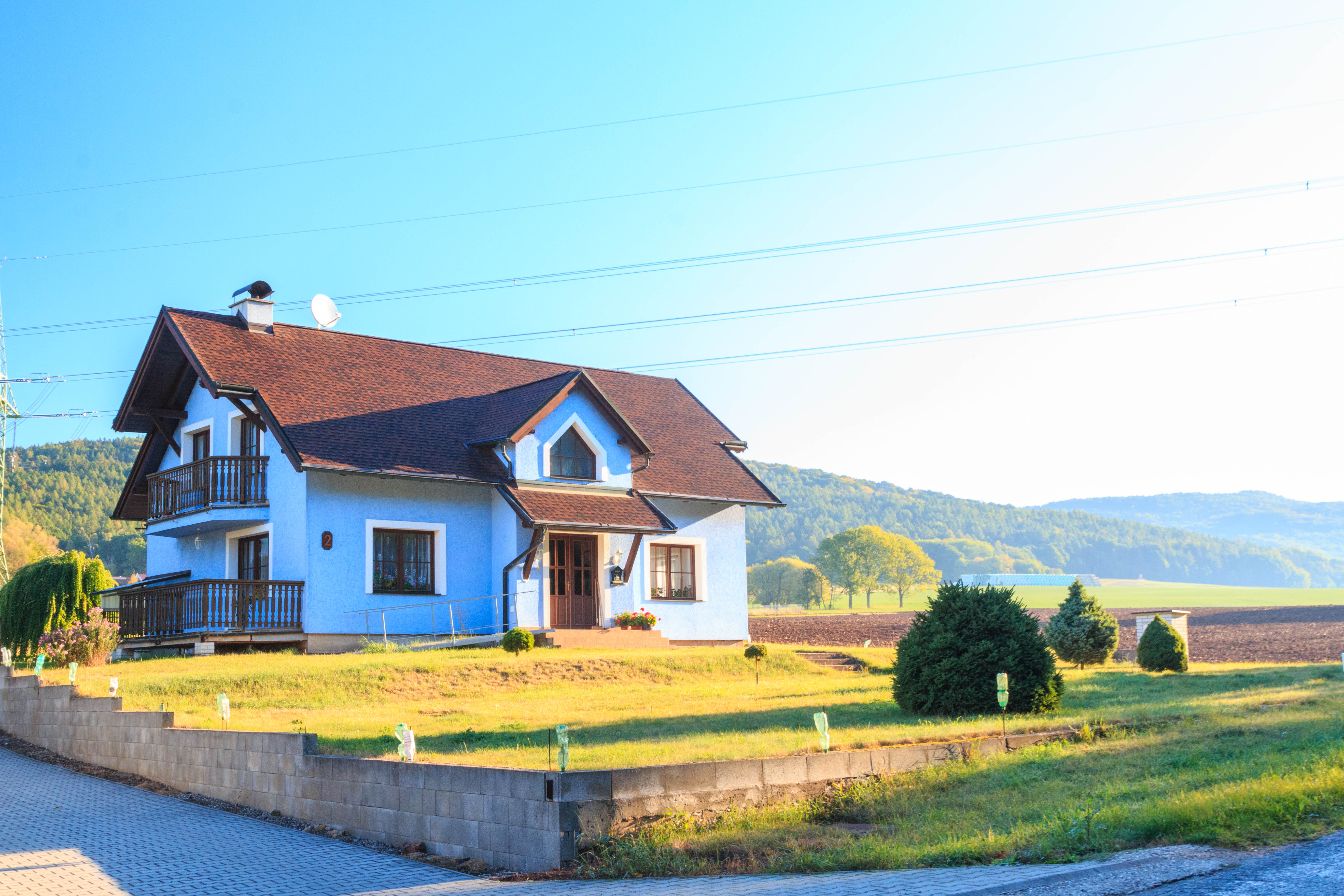
Dům čp. 2